# ریگل پرینسس (۲۰۱۴)
ریگل پرینسس (۲۰۱۴) (به انگلیسی: Regal Princess (2014)) یک کشتی است که طول آن ۳۲۹ متر (۱٬۰۷۹ فوت) می‌باشد. این کشتی در سال ۲۰۱۳ ساخته شد.